# Гаврилов, Александр Михайлович (сержант)
 Александр Михайлович Гаврилов (1914—24 мая 1945)— участник  Великой Отечественной войны и полный кавалер  ордена Славы.

## Биография
Родился в Симбирске в 1914 в рабочей семье. После окончания 7 классов работал парикмахером. В  Красную Армию призван в октябре 1942. В боях  Великой Отечественной войны с 17 июля 1942. 18 июля 1944 во время прорыва вражеской обороны возле деревни Ведуты (Волынская область, Украина), одним из первых ворвался во вражескую траншею и уничтожил 4 вражеских солдат. Во время этого боя заменил выбывшего командира. 30 июля 1944 награждён  орденом Славы 3-й степени.
19 августа 1944 во время боёв за село Мариамоль (Польша), лёг за ручной пулемёт и лично уничтожил приблизительно 15 вражеских солдат. 10 октября 1944 награждён  орденом Славы 2-й степени.
18 января 1945 (во время  Варшавско-Познанской наступательной операции), во время форсировании реки Пилица (Польша), вместе с разведотрядом столкнулся с немцами, в этом бою лично уничтожил 15 вражеских солдат. 24 марта 1945 награждён  орденом Славы 1-й степени.
Умер 24 мая 1945 в Германии, в результате отравления метиловым спиртом, (по другому источнику после тяжёлого ранения).

## Награды
- Орден Славы I степени (24 марта 1945);
- Орден Славы II степени (10 октября 1944; № 5491);
- Орден Славы III степени (30 июля 1944; № 88546);